# 麦克拉奇
麦克拉奇公司（英語：The McClatchy Company），通常简称为“麦克拉奇”（McClatchy），是美国一家总部位于加利福尼亚州萨克拉门托但注册于特拉华州的出版公司。 它在美国十四个州经营着29种日报，平日发行量为160万份，周日发行量为240万份。 2006年，麦克拉奇公司收购了当时为美国第二大报业公司的奈特·里德报业公司。除了经营日报之外，麦克拉奇公司还经营着一些网站和社区报纸。并且，它还运营着一家新闻通讯社——麦克拉奇哥伦比亚特区（McClatchyDC），主要关注华盛顿特区的政治新闻。

## 旗下报纸
- 《博福特公报（英语：The Beaufort Gazette）》（南卡州博福特）
- 《贝尔维尔新闻民主报（英语：Belleville News-Democrat）》（伊州贝尔维尔）[I]
- 《贝灵翰先驱报（英语：The Bellingham Herald）》（华州贝灵翰）[I]

### 脚注
1. 1 2  于2006年通过兼并奈特·里德报业而获得的报纸。